# Pristomyrmex nitidissimus
Pristomyrmex nitidissimus é uma espécie de formiga do gênero Pristomyrmex, pertencente à subfamília Myrmicinae.